# Esporte Clube Porto Real
Esporte Clube Porto Real é uma agremiação esportiva da cidade de Porto Real, no estado do Rio de Janeiro.

## História
Fundado no dia 5 de novembro de 2016, o Porto Real se profissionaliza em 2017 com o objetivo de disputar o Campeonato Carioca Série C. A equipe surgiu com o objetivo de trazer de volta o futebol profissional a cidade de Porto Real, que estava sem times de futebol profissionais há 17 anos, após o Porto Real Country Club se desfiliar da FERJ.